# Клімова Анастасія Миколаївна
Анастасія Миколаївна Клімова (нар. 19 вересня 1994, Одеса, Україна) — українська футболістка та футзалістка, воротарка. Майстер спорту України .

## Життєпис
Вихованка одеського футболу. У дорослих змаганнях розпочала грати в чемпіонаті України з футзалу за клуб «Чорноморочка» (Одеса).
У 2012 році перейшла в футбольну команду «Іллічівка» (Маріуполь), в її складі провела три неповних сезони у вищій лізі України, зігравши 29 матчів. Після початку російської окупації Донбасу «Іллічівка» була розформована й спортсменка перейшла в клуб першої ліги «Ятрань-Берестівець», з якою наступного року вийшла у вищу лігу. По ходу сезону 2015 року перейшла до чернігівської «Легенди», з якою ставала срібним (2015) та бронзовим (2016) призером чемпіонату, а також дворазовою фіналісткою Кубку України.
З 2017 року виступала за кордоном — провела по півсезону у вірменському «АФД Оменмен» та грузинському «Мартве», в складі грузинського клубу стала чемпіоном країни 2017 року й брала участь в матчах жіночої Ліги чемпіонів. У 2018 році грала за аутсайдера чемпіонату Росії «Торпедо» (Іжевськ), була основним воротарем клубу й зіграла 13 матчів у вищій лізі. З 2019 року виступала в чемпіонаті Білорусії за «Іслоч-РДУОР».